# Gaetano Santangelo
Gaetano Santangelo, detto Ghetanaccio in romanesco o Gaetanaccio in italiano (Roma, 1782 – Roma, 26 giugno 1832), è stato un burattinaio italiano.

## Biografia
Gaetano Santangelo 

nacque nei pressi della basilica di San Pietro, nel rione Borgo, nel 1782. Di modesta condizione, s'industriò per sbarcare il lunario a fare il burattinaio ambulante, trasportando sulle spalle il suo castello per le vie, le piazze e all'interno dei palazzi della nobiltà romana, ove spesso era chiamato per rallegrare feste e banchetti.
Il personaggio principale delle sue rappresentazioni era Rugantino, tipica maschera romanesca. Frequente anche Pulcinella, cui dava voce con un particolare strumento, la pivetta che, tenuta in bocca, alterava il suono delle parole rendendole stridule e simili al verso della chioccia.
Così lo descrivono Giggi Zanazzo, studioso delle tradizioni e del folklore romani e Filippo Chiappini, poeta e lessicografo romanesco:
(G. Zanazzo, Usi, costumi e pregiudizi del popolo di Roma. Opera citata in Bibliografia.)
(F. Chiappini, Gaetanaccio, memorie per servire alla storia dei burattini. Opera citata in Bibliografia.)
Vissuto in una città coinvolta nei rapidi e radicali rivolgimenti politici dell'epoca: dal dominio papalino alla Repubblica franco-romana, dall'Impero napoleonico alla Restaurazione con il ritorno di Pio VII, Santangelo inserì nei suoi spettacoli salaci allusioni ai potenti del tempo, divertendo con il suo spirito plebeo, battute scurrili e pernacchie, popolani, nobili e prelati ma richiamando anche l'attenzione della vigile e sospettosa autorità di polizia che più volte lo mise in prigione.
Nel 1825, in occasione dell'Anno Santo, Leone XII proibì ogni spettacolo e anche Ghetanaccio fu costretto a sospendere le rappresentazioni, sua unica fonte di guadagno, finché, privo dell'indispensabile, si ridusse a chiedere l'elemosina.
Morì nel 1832, malato di tubercolosi, nell'Ospedale di Santo Spirito all'età di circa cinquant'anni.

## Riconoscimenti
Fino al 2007, nel Municipio XVI di Roma, nei pressi della Stazione di Trastevere, adiacente al mercato di Porta Portese, un modesto giardino, "Parco Ghetanaccio", ricordava il burattinaio romano.
La figura di Ghetanaccio ha ispirato la realizzazione di varie opere teatrali incentrate su di lui: dall'operetta Il Ghetanaccio del maestro E. Zucconi, che fu rappresentata nel 1891 al Teatro Rossini, all'omonima commedia scritta dal poeta romanesco Giggi Pizzirani (1924), fino al Ghetanaccio di Augusto Jandolo, pezzo particolarmente caro a Ettore Petrolini, che lo "recitava ogni stagione, come una commemorazione rituale". Nel 1978, una commedia musicale, la Commedia di Gaetanaccio, scritta da Luigi Magni, diretta e interpretata da Gigi Proietti, è stata rappresentata al Teatro Brancaccio di Roma.